# Kolarstwo na Letnich Igrzyskach Olimpijskich 2020 – madison kobiet
Wyścig madiosn kobiet podczas Letnich Igrzysk Olimpijskich 2020 rozegrany został 6 sierpnia na torze Izu Velodrome.
W konkurencji drużyny zdobywają punkty za : nadrobienie okrążenia nad peletonem (20 pkt), zajęcie jednego z czterech pierwszych miejsc na lotnym finiszu (rozgrywanym co 10 okrążeń). Punktacja jest następująca : pierwsze miejsce 5 pkt, drugie miejsce - 3 pkt, trzecie miejsce - 2 pkt, czwarte miejsce - 1 pkt. W przypadku ostatniego lotnego finiszu (zakończenie wyścigu) liczba punktów jest podwójna. Drużyna, która straciła okrążenie, traci 20 punktów.

## Wyniki
| Pozycja | Zawodniczki                         | Kraj                        | Sprint nr | Sprint nr | Sprint nr | Sprint nr | Sprint nr | Sprint nr | Sprint nr | Sprint nr | Sprint nr | Sprint nr | Sprint nr | Sprint nr | Okrążenia punktowe | Okrążenia punktowe | Suma punktów |
| Pozycja | Zawodniczki                         | Kraj                        | 1         | 2         | 3         | 4         | 5         | 6         | 7         | 8         | 9         | 10        | 11        | 12        | +                  | -                  | Suma punktów |
| ------- | ----------------------------------- | --------------------------- | --------- | --------- | --------- | --------- | --------- | --------- | --------- | --------- | --------- | --------- | --------- | --------- | ------------------ | ------------------ | ------------ |
| złoto   | Katie Archibald Laura Kenny         | Wielka Brytania             | 5         | 5         | 5         | 2         | 5         | 5         | 5         | 5         | 5         | 5         | 1         | 10        | 20                 |                    | 78           |
| srebro  | Amalie Dideriksen Julie Leth        | Dania                       |           |           | 2         |           | 2         | 1         |           | 1         | 3         | 3         | 3         |           | 20                 |                    | 35           |
| brąz    | Gulnaz Chatuncewa Marija Nowołodska | Rosyjski Komitet Olimpijski |           |           |           |           |           | 3         |           |           | 1         | 2         |           |           | 20                 |                    | 26           |
| 4.      | Amy Pieters Kirsten Wild            | Holandia                    | 3         | 3         | 3         | 3         |           |           | 3         |           |           |           | 2         | 4         |                    |                    | 21           |
| 5.      | Clara Copponi Marie Le Net          | Francja                     | 2         |           |           |           | 3         | 2         |           | 3         | 2         |           | 5         | 2         |                    |                    | 19           |
| 6.      | Daria Pikulik Wiktoria Pikulik      | Polska                      |           | 1         |           |           |           |           | 1         |           |           | 1         |           | 6         |                    |                    | 9            |
| 7.      | Georgia Baker Annette Edmondson     | Australia                   |           | 2         |           | 5         |           |           |           | 2         |           |           |           |           |                    |                    | 9            |
| 8.      | Elisa Balsamo Letizia Paternoster   | Włochy                      | 1         |           |           | 1         |           |           |           |           |           |           |           |           |                    |                    | 2            |
| 9.      | Megan Jastrab Jennifer Valente      | Stany Zjednoczone           |           |           | 1         |           |           |           |           |           |           |           |           |           |                    |                    | 1            |
| 10.     | Lotte Kopecky Jolien D’Hoore        | Belgia                      |           |           |           |           |           |           | 2         |           |           |           |           |           |                    | 20                 | -18          |
| 11.     | Jessie Hodges Rushlee Buchanan      | Nowa Zelandia               |           |           |           |           | 1         |           |           |           |           |           |           |           |                    | 40                 | -39          |
| 12.     | Franziska Brauße Lisa Klein         | Niemcy                      |           |           |           |           |           |           |           |           |           |           |           |           |                    | 40                 | -40          |
| -       | Emily Kay Shannon McCurley          | Irlandia                    |           |           |           |           |           |           |           |           |           |           |           |           |                    | 40                 | DNF          |
| -       | Yumi Kajihara Kisato Nakamura       | Japonia                     |           |           |           |           |           |           |           |           |           |           |           |           |                    | 40                 | DNF          |
| -       | Pang Yao Leung Bo Yee               | Hongkong                    |           |           |           |           |           |           |           |           |           |           |           |           |                    | 40                 | DNF          |